# Hüftprotektor

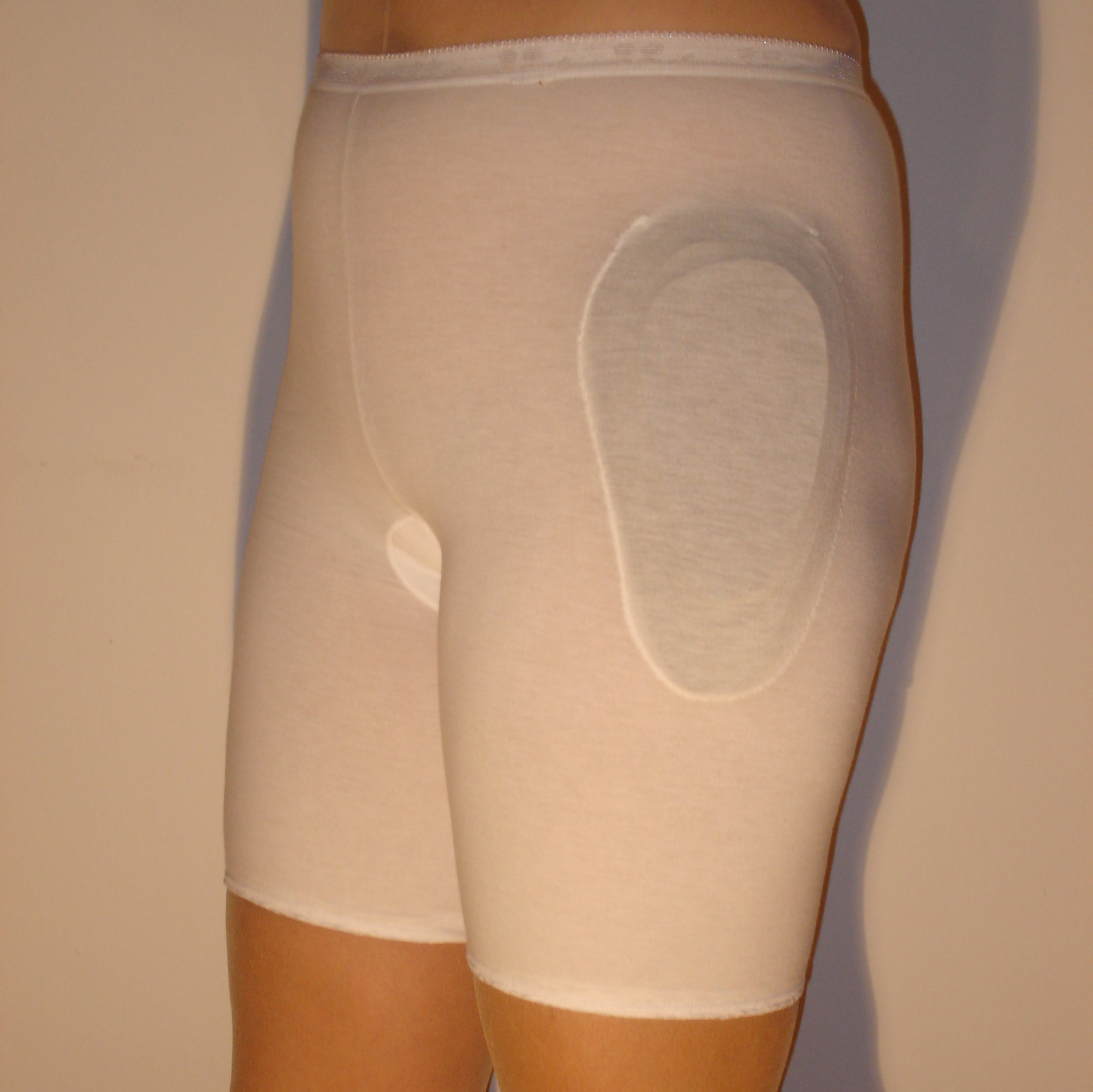
Hüftprotektor

Hüftprotektoren sind spezielle Hosen, in die Schutzelemente eingenäht sind, um den Träger vor Hüft- oder Schenkelhalsfrakturen zu schützen und diese zu verhindern. Neben diesem Schutz können jedoch Probleme wie eine mangelnde Akzeptanz oder einer Begünstigung einer funktionellen Harn- oder Stuhlinkontinenz entstehen. Die Kosten für diese Präventionsmaßnahme werden in Deutschland nicht von den Krankenkassen übernommen.

## Wirkungsweise
Hüft- oder Oberschenkelfrakturen werden meist durch einen seitlichen Sturz auf den Oberschenkelknochen, speziell den -Hals, oder das Becken verursacht. Um dies zu verhindern, bestehen Hüftprotektoren aus einer speziell entwickelten Unterwäsche, in welcher seitlich im Bereich der Hüfte Taschen eingearbeitet sind. Diese Taschen enthalten tellerartige Schutzelemente, die es sowohl in harter als auch weicher Ausführung gibt. Grundsätzlich unterscheidet man Hüftprotektoren vom „Sturzhelm Typ“ und „Energie-absorbierenden Typ“. Der „Sturzhelm Typ“ leitet die sonst zur Fraktur führende Kraft ins umliegende Gewebe ab, der „Energie-absorbierende Typ“ nimmt diese in sich auf und verringert sie. Beide Systeme können somit die einwirkende Kraft derartig abmildern, dass sie nicht zu einer Fraktur führt. Hüftfrakturen sind nach neuen Studiendaten offenbar häufiger als bisher angenommen: Schätzungsweise 141 pro 100 000 Einwohner erleiden jährlich in Deutschland eine Hüftfraktur. Damit sind diese Frakturen als häufiges Ereignis zu bezeichnen. Icks u. a. hatten auf Basis der Krankenhausdiagnosestatistik bundesweit alle Entlassungsfälle mit der Diagnose Hüftfraktur im Jahr 2004 analysiert. Es wurden 116 281 Patienten mit mindestens einem Krankenhausaufenthalt pro Jahr wegen Hüftfraktur errechnet. Das entspreche einer Inzidenz von 141 pro 100 000 Einwohner. Bisher wurde die Inzidenz aufgrund von Daten einer großen bundesweiten Krankenkasse auf 122 pro 100 000 Einwohner geschätzt. Hüftfrakturen sind bei Osteoporose-Patienten außer Wirbelfrakturen eine besonders gefürchtete Komplikation. Denn schätzungsweise 30 Prozent der Betroffenen sterben innerhalb eines Jahres, und jeder Dritte mit Hüftfraktur wird dauerhaft invalide.

## Akzeptanz, Benutzung, Benutzungsfehler
Im Handel ist eine Vielzahl von Hüftprotektoren mit unterschiedlichen Wirkmechanismen erhältlich. Der Effekt von Hüftprotektoren wurde in diversen Studien bestätigt, jedoch ist die Akzeptanz und die sachgemäße Benutzung (Compliance) oft zu niedrig. Neu entworfene und entwickelte Hüftprotektoren können solche Probleme eventuell beseitigen oder verhindern.
Zwei Probleme führen zur Ablehnung der Protektoren: Schwierigkeiten beim An- und Entkleiden und die lokale Erhitzung durch eine weitere Lage Unterbekleidung, die nicht atmungsaktiv ist. Die in Plastikmaterial eingearbeiteten Protektoren sollen nicht verrutschen. Deshalb ist das Trägermaterial sehr straff und muss eng sitzen. Dies führt zu ganz normaler Hitzeentwicklung und Schwitzen, was viele als unangenehm empfinden. Eine Abhilfe bieten in diesem Fall Protektoren, die mit einer Klebefläche direkt auf der Oberschenkelhaut angeklebt werden.
Das An- und Ausziehen der Protektorenhosen beim Toilettengang kann für schwache oder geistig vermindert leistungsfähige Personen schwer sein. Dies führt zum einen zu einer scheinbaren Harn- oder Stuhlinkontinenz, weil die Toilette nicht rechtzeitig erreicht wird. Andererseits werden die Hosen nicht oder nicht richtig angezogen benutzt, um diese funktionelle Inkontinenz zu vermeiden. Dann sind sie wirkungslos. Bei Anwesenheit von Pflegepersonen kann hier empfohlen werden, den Toilettengang frühzeitig und regelmäßig unter Anleitung oder Assistenz der Pflegeperson durchzuführen, um solche „Missgeschicke“ zu vermeiden. Auch Hüftprotektoren mit Aussparungen im Schrittbereich können den Toilettengang erleichtern.
Hüftprotektoren sind in Deutschland nicht als Hilfsmittel zu Lasten der gesetzlichen Krankenversicherung (GKV) verordnungsfähig. Eine Aufnahme in das Hilfsmittelverzeichnis wurde vom GKV-Spitzenverband abgelehnt, dieses führte zu einem Rechtsstreit mit einer Vertriebsfirma für Hüftprotektoren. Am 22. April 2009 lehnte der 3. Senat des Bundessozialgerichtes (BSG) die hiergegen gerichtete Klage unter dem Aktenzeichen B 3 KR 11/07 R ab. Zur Begründung des Urteils wurde angeführt, dass Hüftprotektoren nicht in das Hilfsmittelverzeichnis der GKV aufgenommen werden, weil sie weder einer drohenden Behinderung vorbeugen, noch der Sicherung des Behandlungserfolges dienen. Hüftprotektoren dienen nach Ansicht des BSG einer reinen Prophylaxe von Sturzfolgen – diese fallen in den eigenverantwortlichen Lebensbereich der Betroffenen. Das BSG ließ die Option offen, ob die Hüftprotektoren Aufnahme in das Pflegehilfsmittelverzeichnis finden könnten. Hierfür wäre Voraussetzung, dass die Protektoren dem Betroffenen eine selbständigere Lebensführung ermöglichen bzw. der Erleichterung der Pflege dienen. Eine Entscheidung über die Aufnahme in das Verzeichnis der Pflegehilfsmittel wurde bislang nicht getroffen.